# Bangiales
Die Bangiales oder Bangiophyceae sind eine Ordnung bzw. Klasse der Rotalgen. Sie weisen im Unterschied zu den sonstigen Rotalgen einen zweigliedrigen Generationswechsel auf. Der haploide Gametophyt ist ein meist flächiger Thallus, der aus einer oder zwei Zellschichten besteht. Der diploide Sporophyt bleibt mikroskopisch klein und ist fädig organisiert; er wird als Conchocelis-Stadium bezeichnet, weil er lange Zeit als eigene Gattung betrachtet wurde. Die Bangiales werden – neben den Cyanidiales und den Porphyridiales – als sehr ursprüngliche Rotalgen betrachtet. Der älteste fossile Nachweis ist Bangiomorpha pubescens mit einem Alter von 1,2 Milliarden Jahren.

## Vorkommen
Die Bangiales sind weltweit an den Meeresküsten verbreitet, von den Tropen bis in polare Regionen. Die meisten Arten wachsen in der Gezeitenzone, verankert auf Felsen, Muschelschalen oder anderen Algen. Einige Vertreter sind auf das tiefere Sublitoral beschränkt. Manche Arten sind obligate Epiphyten. Nur zwei der über 180 Arten, Bangia atropurpurea und Granufilum rivulare, leben im Süßwasser.

## Lebenszyklus
Der für die Bangiales typische zweigliedrige Lebenszyklus ist bei Pyropia gardneri beschrieben. Die beiden Generationen unterscheiden sich nicht nur morphologisch, sondern auch in der Zusammensetzung der Zellwand. Diese enthält bei den diploiden Sporophyten von Porphyra und Bangia Cellulose als Struktur-Polysaccharid (wie bei anderen Rotalgen auch), während diese im Conchocelis-Stadium (dem haploiden Gametophyten) fehlt und durch Xylan ersetzt ist. Auch die Galactane, die die schleimige Grundsubstanz des Interzellularraums bilden, sind bei beiden Generationen verschieden.

## Systematik

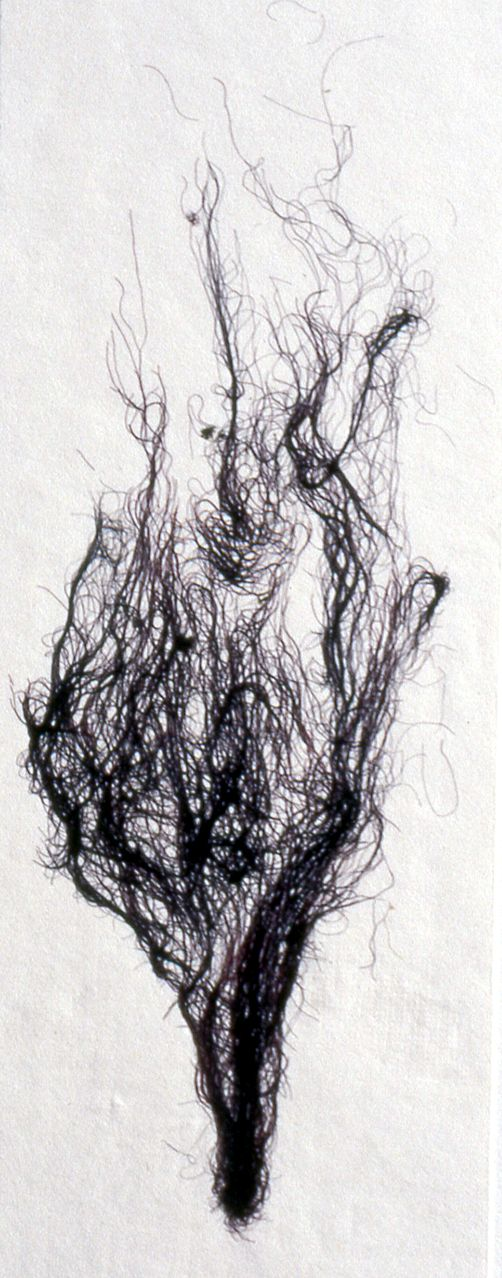
Bangia fuscopurpurea
von Helgoland, Herbarbogen

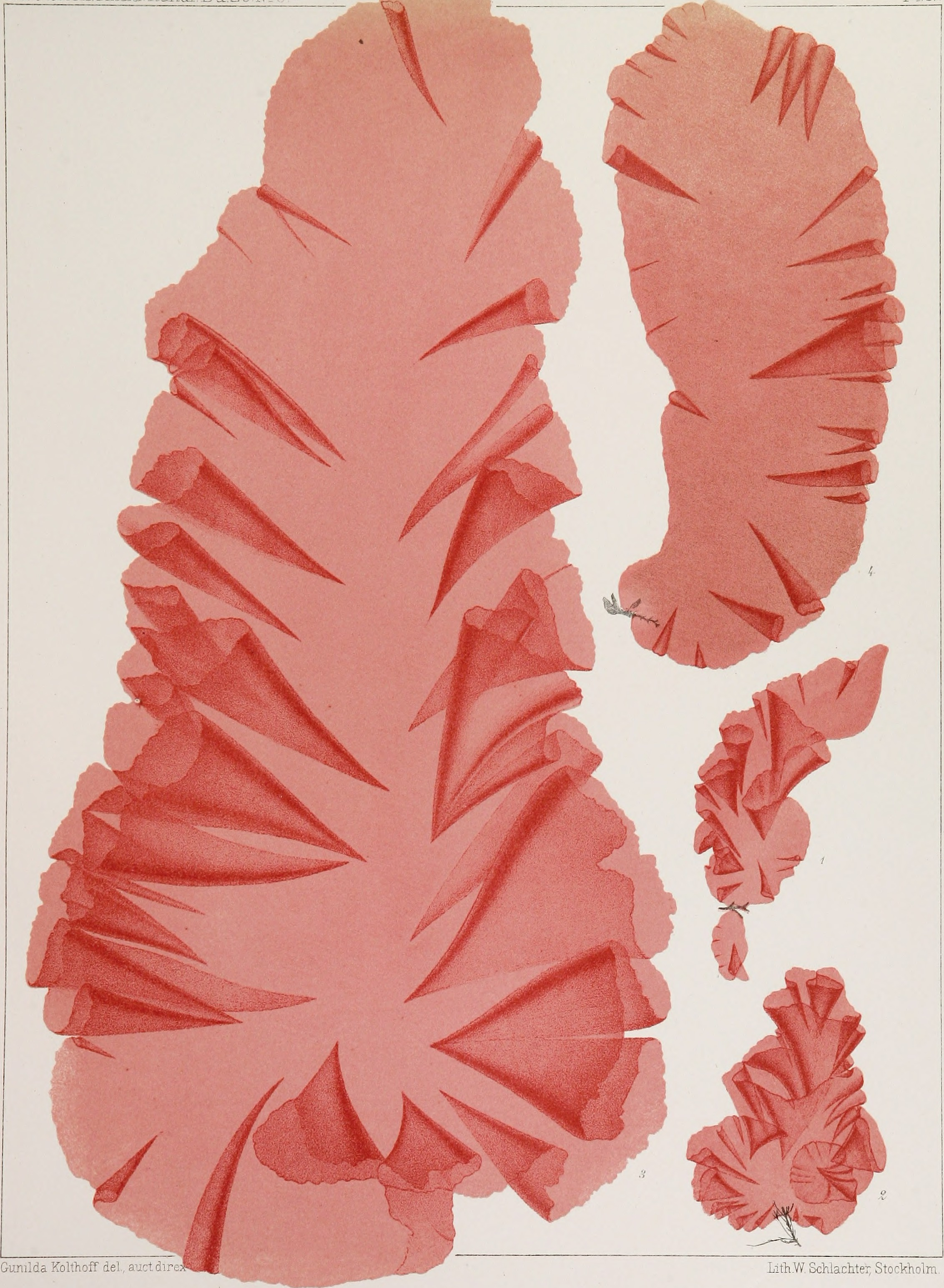
Wildemania amplissima (1–3), Wildemania abyssicola (4)

Die Ordnung der Bangiales wurde 1847 von Carl Wilhelm von Nägeli aufgestellt. Fädige Vertreter wurden traditionell der Gattung Bangia zugerechnet, die meisten flächigen der Gattung Porphyra. Phylogenetische Untersuchungen ab 2005 ergaben jedoch, dass diese artenreichen Gattungen auch einige nicht näher verwandte Arten enthielten, welche bis 2011 in andere Gattungen ausgegliedert wurden. Im August 2018 umfasst das Taxon 186 Arten in zwei Familien.
- Familie Bangiaceae, mit den Gattungen:
  - Aspalatia, mit etwa drei Arten
  - Bangia, mit etwa 16 Arten. Gametophyt filamentös, bis 6 cm lang. Die Typusart kommt im Süßwasser vor, alle anderen Arten an Meeresküsten. Die marinen Arten sind vermutlich nicht näher verwandt und erfordern weitere Erforschung.[2]
  - Bangiomorpha, fossiles Taxon mit der einzigen Art Bangiomorpha pubescens
  - Boreophyllum, mit etwa drei Arten. Gametophyt einschichtig-flächig, unregelmäßig rundlich, oft gelappt, bis 30 cm lang. Die Gattung kommt in der Gezeitenzone des kalt-temperierten Nord-Pazifik und Nord-Atlantik vor.[2]
  - Clymene, mit der einzigen Art Clymene coleana: Gametophyt einschichtig-flächig, tief gelappt und mit gezähntem Rand. Die Art ist an den Küsten von Neuseeland und Australien verbreitet.[2]
  - Dione, mit der einzigen Art Dione arcuata: Gametophyt breit filamentös und gebogen, bis 1,5 cm lang. Endemisch um Neuseeland.[2]
  - Fuscifolium, mit etwa zwei Arten. Gametophyt zweischichtig-flächig, ledrig, rundlich. Die Gattung kommt in der Gezeitenzone des kalt-temperierten Nord-Pazifik vor.[2]
  - Lysithea, mit der einzigen Art Lysithea adamsiae: Gametophyt einschichtig-flächig, rundlich-eiförmig, bis 10 cm lang. Endemisch bei den subantarktischen Inseln südlich von Neuseeland.[2]
  - Minerva, mit der einzigen Art Minerva aenigmata: Gametophyt filamentös,  bis 3 (maximal bis 10) cm lang. Endemisch um Neuseeland.[2]
  - Neomiuraea, mit der einzigen Art Neomiuraea migitae: Gametophyt einschichtig-flächig, elliptisch bis rundlich, bis 25 cm lang. Endemisch an der Westküste von Japan.[2]
  - Neothemis, mit etwa zwei Arten: Gametophyt flächig. Die Gattung wurde 2015 aus dem westlichen Mittelmeer beschrieben.[6]
  - Porphyra, Purpurtange, mit etwa 65 Arten
  - Pseudobangia, mit der einzigen Art Pseudobangia kaycoleae: Gametophyt filamentös, bis 1 cm lang. Endemisch bei den Jungferninseln.[2]
  - Pyropia, mit etwa 70 Arten
  - Wildemania, mit etwa 8 Arten: Gametophyt ein- oder zweischichtig-flächig, elliptisch, eiförmig oder lanzettlich, 15 cm bis mehrere Meter lang. Die Gattung kommt an kalt-temperierten bis arktischen / antarktischen Küsten im Nordpazifik, Nordatlantik und im Südlichen Ozean vor.[2]
- Familie Granufilaceae, mit der einzigen Art:
  - Granufilum rivulare, eine Süßwasserart aus China.[3]

## Nutzung
Zahlreiche blattartige Vertreter der Bangiales werden seit Jahrtausenden in Japan, China, Korea, und Südostasien als Lebensmittel genutzt. Auch in Wales, Chile, an der Pazifikküste Nordamerikas sowie in Neuseeland werden sie geerntet. Einige wirtschaftlich bedeutende Arten der Purpurtange (Porphyra) und Pyropia werden zur Gewinnung von Nori kultiviert.